# ОСТ (художественное объединение)

Ю. Пименов. «Даешь тяжелую индустрию!», 1927, ГТГ

ОСТ, ОХСТ, Общество художников-станковистов — художественная группировка, основанная в 1925 году в Москве группой выпускников ВХУТЕМАСа во главе с Давидом Штеренбергом. Характерной чертой творчества ОСТа является воспевание советской действительности (индустриализации, спорта, проч.) с использованием приемов современного европейского экспрессионизма. Существовало до 1931 года.
Ведущие художники ОСТ сыграли важную роль в развитии советской станковой, а также монументальной живописи, книжной графики, плаката, театрально-декорационного искусства.

## Характеристика ОСТ

### Создание объединения
В 1924 году состоялась Первая дискуссионная выставка объединений активного революционного искусства (Москва, Тверская ул., 54), где принимали участие студенты ВХУТЕМАСа в составе следующих группировок:
1. «Проекционисты» (С. Лучишкин, С. Никритин, К. Редько, Н. Тряскин. А. Тышлер; группа сформировалась 1922 году).
2. «Конкретивисты» (П. Вильямс, К. Вялов, В. Люшин, Ю. Меркулов; выделились из группы «проекционистов» в 1924 году).
3. «Группa трех» (А. Дейнека вместе с Ю. Пименовым и А. Гончаровым)

На следующий 1925 год они, вместе с присоединившимися к ним другими выпускниками, основали ОСТ, председателем которого, как наиболее почтенный и «старшина», был выбран Штеренберг, преподаватель ВХУТЕМАСа, учениками которого (а также В. А. Фаворского и Н. Н. Купреянова) были большинство участников объединения.
Членами-учредителями ОСТа были Ю. Анненков, Д. Штеренберг, Л. Вайнер, В. Васильев, П. Вильямс, К. Вялов, А. Дейнека, Н. Денисовский, С. Костин, А. Лабас, Ю. Меркулов, Ю. Пименов. Устав ОСТа принят в сентябре 1929 года.
- Председатель общества — Д. П. Штеренберг.
- Состав правления в 1925—1926 гг. — Л. Вайнер, П. Вильямс, Н. Денисовский, Ю. Пименов;
- 1927 год — П. Вильямс, Ю. Пименов, Л. Вайнер, Н. Шифрин[1].

### Идеология
Название группировки — Общество художников-станковистов — было связано с бурными дискуссиями о судьбах и назначении искусства. Группа современных остовцам живописцев принципиально отвергла станковые формы творчества ради задач художественно-производственных, что членам будущего ОСТа пришлось не по нраву. Собственно Штеренберг, ещё на своем посту в отделе ИЗО как преподаватель способствовал развитию данного производственного искусства, но как живописец и член ОСТа уже стал отстаивать плодотворность станковизма. «Антистанковисты-производственники», а затем АХРР, стали основными противниками ОСТа.

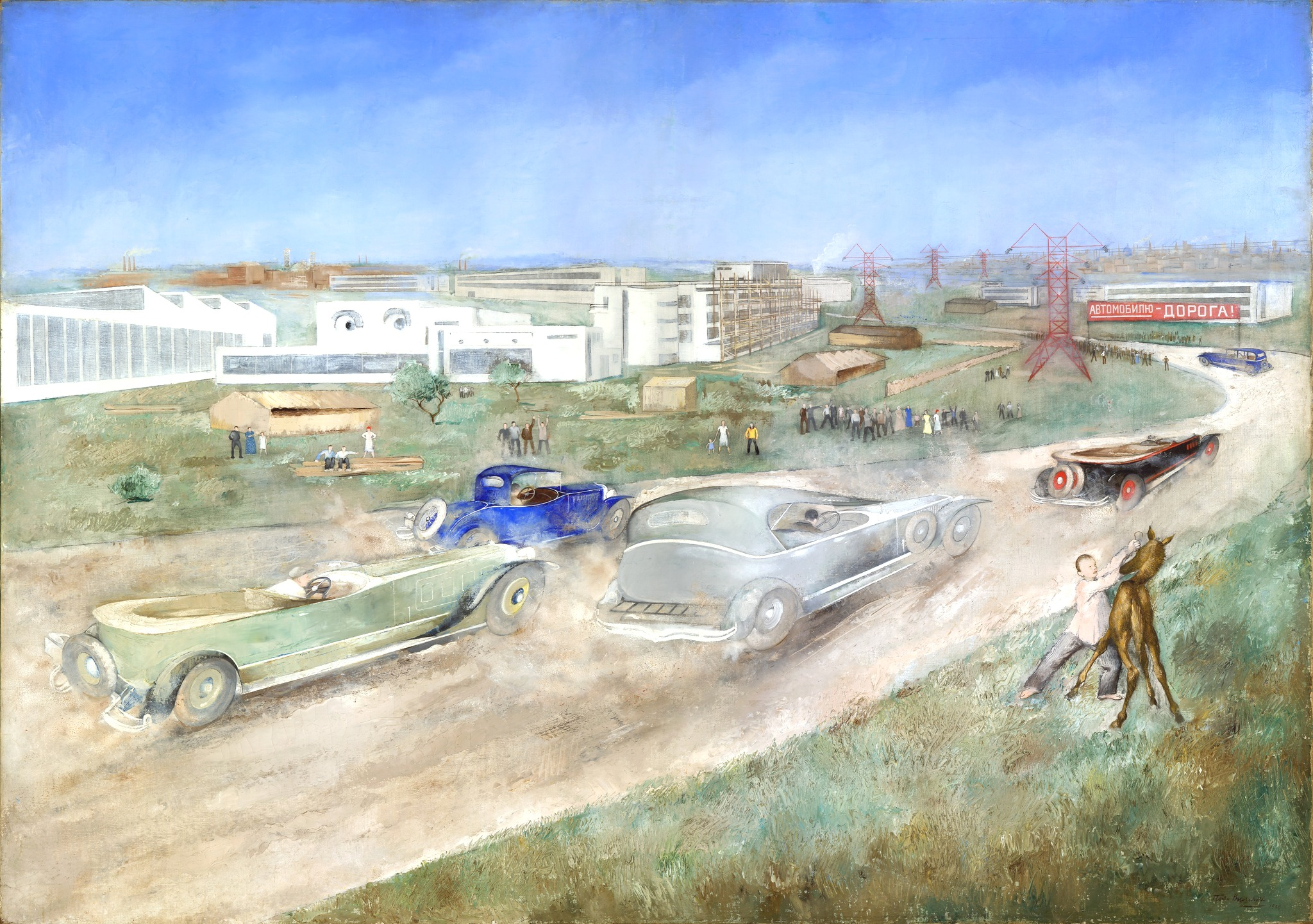
П. Вильямс. «Автопробег», 1930, ГТГ. Одна из самых знаменитых картин ОСТа соединяет экспрессивность, лёгкость мазка, а также современную тему — автомобили

После образования в 1922 году АХРРа — Ассоциации художников революционной России и её борьбы с «формализмом» (русским авангардом) закономерным стало появление ОСТа — объединения художников, которое также, как и АХРР, предпочитало советскую тематику, но не отвергало инструменты художественного языка, изобретённого в XX веке. В отличие от ахровцев, ориентировавшихся на весьма натуроподобный реализм передвижников, остовцы считали своим эстетическим идеалом новейшие европейские течения, в особенности экспрессионизм. Отчасти это было связано с тем, что большинство членов объединения были выпускниками ВХУТЕМАСа — молодежью, стремившейся «выразить энергию и бодрость молодой страны». Представителем более старшего поколения был лишь Штеренберг (из числа преподавателей ВХУТЕМАСа кроме Штеренберга в ОСТ вступил Купреянов, который по возрасту был ближе к своим недавним студентам). ОСТ стали называть «самой левой среди правых группировок».
...в эпоху строительства социализма активные силы искусства должны быть участниками этого строительства и одним из факторов культурной революции в области переустройства и оформления нового быта и создания новой социалистической культуры (Устав ОСТа)
Исследователи отмечают, что на первых порах в программе и практике ОСТа было много чисто умозрительного экспериментаторского пыла и озорства, но важно другое — в этом Обществе царила творческая атмосфера, в нём господствовал жадный интерес к революционной новизне современной действительности, к новым формам жизни, а не только к новым формам живописи и графики ради них самих.
ОСТ не бралось за революционные темы Гражданской войны (лучшие образцы которой представили ахровцы), а предпочитали мирные, светлые темы, «приметы XX столетия», типические явления современной им мирной действительности: жизнь индустриального города, промышленное производство, занятия спортом и др. В воспитательном плане определялась «ориентация на художественную
молодежь». Они стремились отразить в отдельных фактах новые качества современной им эпохи. Основные темы:
1. индустриализация России, недавно ещё аграрной и отсталой, стремление показать динамику взаимоотношений современного производства и человека
2. жизнь города и городского человека XX века
3. массовый спорт (футбол, теннис, спортивные соревнования и кроссы, гимнастика), который также стал характерной особенностью жизни советского общества.

### Характеристика живописи

А. Дейнека. «На стройке новых цехов», 1926, ГТГ

Члены ОСТа выступали за реалистическую живопись в обновленной форме, противопоставляя её беспредметному искусству и конструктивизму. ОСТ утверждало значение и жизнеспособность станковых форм искусства. Основной своей задачей остовцы, как и «ахровцы», считали борьбу за возрождение и дальнейшее развитие станковой картины на современную тему или с современным содержанием — в чём они полностью отличались от ЛЕФа. «Строгую реальность 1920-х годов ОСТ склонно было видеть поэтически и реализовать в профессионально и логично построенной картине, вступая, таким образом, в полемику и с документализмом АХРР, и с более отвлеченными исканиями авангарда».
из Устава ОСТ:

Считая, что только искусство высокого качества может себе ставить такие задачи, необходимо в условиях современного развития искусства выдвинуть основные линии, по которым должна идти работа (...)

а) отказ от отвлеченности и передвижничества в сюжете;

б) отказ от эскизности как явления замаскированного дилетантизма;

в) отказ от псевдосезаннизма как разлагающего дисциплину формы, рисунка и цвета;

г) революционная современность и ясность в выборе сюжета; д/ стремление к абсолютному мастерству (...);

e) стремление к законченной картине;

ж) ориентация на художественную молодежь.
Художники стремились выработать новый изобразительный язык, лаконичный по форме и динамичный по композиции. Для произведений характерны обострённая лаконичность формы, её нередкая примитивизация, динамика композиции, графическая чёткость рисунка.
«В поисках языка, адекватного их образно-тематическим устремлениям, „остовцы“ обратились уже не к передвижничеству, а к традициям европейского экспрессионизма с его динамизмом, остротой, выразительностью, к современным традициям плаката и кино, обладающих свободным и точным чувством пространства, способностью острого, экспрессивного воздействия на зрителя (в особенности, стилистически тяготеющих к немецкому экспрессионизму)». «Им нужен был громкий и четкий голос, лаконичный и экспрессивный художественный язык, они смело вводили в картины приемы графики, плаката, фрески». «Стилистика была весьма передовой, включая элементы конструктивистского монтажа, равно как и приемы образного остранения и деконструкции, свойственные экспрессионизму и сюрреализму»
«Все эти новые задачи определили и новые методы. Одним из принципов композиционного построения картины становится фрагментарность пространства. Сюжет, которому посвящено изображение, перестает быть замкнутым, становится органической частью бесконечного мира. Укрупняются и выдвигаются на первый план силуэты людей. Изображая их контрастно и цветом, и размером по отношению ко всему остальному, художники подчеркивают их динамическую мощь. Остовский станковизм, таким образом, вбирает в себя элементы монументальной живописи, надолго предоставляя этому виду искусства жизненное пространство внутри себя. Это тем более важно отметить и подчеркнуть, что советская эпоха испытывала насущную необходимость в монументальном пафосе своего образного воплощения, но при этом Советское государство не имело в те годы достаточных средств для развития градостроения и сопутствующего ему синтеза архитектуры с монументальным искусством».
«Сплав современной сюжетики с современными формальными средствами—таков (…) курс, взятый ОСТом. Курс — принципиально совершенно правильный, от которого можно было ожидать плодотворных результатов», — писал критик Я.Тугендхольд.
«Соответствующая же традиция давала о себе знать долгие годы, активно влияя как на официальное, так и на неофициальное российское изо-искусство (именно ОСТ — даже в ещё большей степени, чем Бубновый валет, — стал стилистической базой для сурового стиля 1960-х годов)».

### Конец объединения
Дейнека уходит из ОСТ ещё 1928 году по соображениям принципиального характера. Одной из причин ухода было его несогласие с руководством общества, прежде всего с Штеренбергом, которым не нравилось, что молодёжь не ограничивается поисками живописной формы, а вторгается в смежные виды искусства — плакат, журнальный рисунок, театральную декорацию, пробует свои силы в создании монументальных тематических композиций.

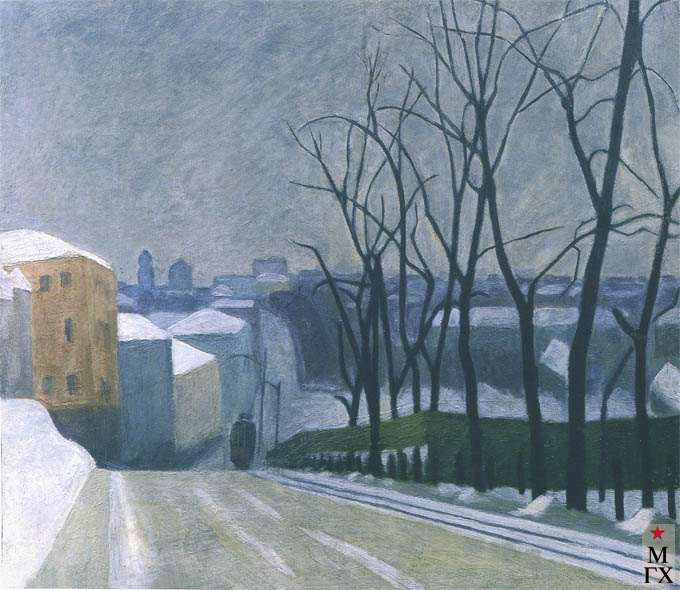
Бушинский С. Н. «Рождественский бульвар», 1928. Картина одного из рядовых членов объединения тем не менее демонстрирует отрыв от принципов реалистического, тщательно выписанного пейзажа

Как с критикой отмечали исследователи Дейнеки, «после удачных выступлений в жанре тематической картины Штеренберг и примыкавшая к нему группа художников, стали отходить на позиции камерного станковизма с подчеркнутой условной интерпретацией окружающего мира. Их формально-стилистические эксперименты зачастую принимали лабораторный характер, облекались в чрезмерно искусственную форму. Дейнека и его единомышленники по ОСТ же стремились и к новаторству в идейно-тематической сфере искусства».
Между членами ОСТ существовали немалые расхождения в оценке значения отдельных видов и жанров искусства. «Наиболее последовательные станковисты отстаивали приоритет чисто живописных методов работы над журнальным рисунком, плакатом, монументальным панно, приверженцы интимно-лирической живописи выражали претензии к тем, кого увлекали поиски большого стиля эпохи. Скорее всего, Дейнеку не устраивало внутрицеховое размежевание художников, желание некоторых членов объединения утвердить приоритет чистых формальных новаций над поисками конкретной содержательной образности»
Само же объединение в первоначальном составе просуществовало недолго. Уже в 1928 г. внутри него четко определились две группы художников, отличающиеся своими творческими позициями:
- Одна из групп (в неё входили Вильямс, Дейнека, Лучишкин, Пименов и др.) тяготела к изображению городской жизни, новой техники, индустриального пейзажа, спорта, молодых, физически развитых людей. Их работы отличала динамичность, четкость композиции, графичность в передаче форм.
- Другая группа, объединявшаяся вокруг Штеренберга (Купреянов, Гончаров, Лабас, Тышлер, Шифрин и др.), работала в более свободной манере предпочтя лиричность и живописность рациональной организации произведений.

Первоначально профессиональные дебаты и полемика между членами обеих групп вскоре приобрели политическую окраску. Испытывая усиление идеологической цензуры и политические атаки со стороны АХРРа, а позднее и РАПХа, общество претерпело раскол (его обвиняли в буржуазном формализме, индивидуализме и т. п.). В начале 1931 года остовцы пришли к решению, что одна из групп должна выйти из Общества. Этой группой стали художники во главе со Штеренбергом, за которыми сохранилось старое название. Оставшиеся художники вскоре отказались от названия ОСТ и заявили о себе как о новом объединении — «Изобригада» («Бригада художников»). (Некоторая часть участников также перешла в организованный в 1930 году «Октябрь», куда вошел Дейнека).
Правление оставшейся части ОСТа: Д. Штеренберг (председатель), А. Лабас, А. Тышлер и А. Козлов. «Изобригада» (Ю. Пименов, П. Вильямс и др.) выступила с обвинениями в адрес своих недавних товарищей и заверениями в том, что отныне они будут «за публицистику в искусстве как средство обострения образного языка искусства в борьбе за боевые задачи рабочего класса»". Правление Изобригады: В. П. Тягунов — председатель; Адливанкин, Вильямс, Лучишкин, Пименов).
В конце концов, собственно ОСТ и его наследники, наряду со всеми другими художественными объединениями, оказалась распущена в 1932 году постановлением ЦК ВКП(б) от 23 апреля «О перестройке литературно-художественных организаций». Его остатки влились в Московское отделение Союза советских художников.

## Выставки
Общество организовало 4 выставки:
- 1925 (Москва, Музей живописной культуры, Рождественка, 11, в правом крыле здания Вхутемаса)
- апрель-май 1926 (Москва, Государственный Исторический музей)
- апрель 1927 (Москва. Музей живописной культуры)
- апрель 1928 (Москва, Музей живописной культуры)

Кроме того, в 1929 и 1930 годах ОСТ участвовал в двух передвижных выставках, в «10 лет Октября», 1927; «10 лет Рабоче-Крестьянской Красной Армии» (1928), в «Выставке живописи, рисунка, кино-фото, полиграфии и скульптуры» на тему «Жизнь и быт детей Советского Союза» (1929, Москва) и в других тематических выставках, в том числе в выставке советского изобразительного искусства в Нью-Йорке (1929). В 1928 по приглашению немецкого обцества «Жюри фрай» («Juryfrei») в выставке немецких художников участвовали советские мастера, входящие в ОСТ (Берлин, 1928).
Официально ОСТ просуществовал до 1932 года — но после 1928 г. не было проведено ни одной выставки.

## Члены ОСТ
Всего ОСТ объединял более 30 художников.
основные:
1. Анненков, Юрий Павлович
2. Вильямс, Петр Владимирович
3. Волков, Борис Иванович
4. Гончаров, Андрей Дмитриевич
5. Дейнека, Александр Александрович
6. Купреянов, Николай Николаевич
7. Лабас, Александр Аркадьевич
8. Лучишкин, Сергей Алексеевич
9. Меркулов, Юрий Александрович
10. Пименов, Юрий Иванович
11. Тышлер, Александр Григорьевич
12. Штеренберг, Давид Петрович

прочие:
1. Аксельрод, Меер (Марк) Моисеевич
2. Алфеевский, Валерий Сергеевич
3. Антонов, Федор Васильевич
4. Боровская, Анна Каземировна
5. Барто, Ростислав Николаевич
6. Барщ, Александр Осипович
7. Берендгоф, Георгий Сергеевич
8. Булгаков, Борис Петрович
9. Бушинский, Сергей Николаевич (с 1928)
10. Вайнер, Лазарь Яковлевич
11. Васильев В.
12. Вялов, Константин Александрович
13. Горшман, Мендель Хаимович
14. Денисовский, Николай Фёдорович
15. Доброковский, Мечислав Васильевич
16. Зернова, Екатерина Сергеевна
17. Кищенков (Лик) Л. И.
18. Клюн, (Клюнков) Иван Васильевич
19. Козлова, Клавдия Афанасьевна
20. Костин, Сергей Николаевич
21. Коляда, Сергей Авксентьевич
22. Кудряшов, Иван Алексеевич
23. Купцов, Василий Васильевич
24. Игумнов, Андрей Иванович (с 1929)
25. Люшин, Владимир Иванович
26. Мельникова, Елена Константиновна
27. Никритин, Соломон Борисович
28. Нисский, Георгий Григорьевич
29. Пархоменко, Константин Кондратьевич
30. Перуцкий, Михаил Семенович
31. Побережская А. И.
32. Попков, Иван Георгиевич
33. Прусаков, Николай Петрович
34. Тряскин, Николай Адрианович
35. Тягунов, Владимир Петрович
36. Шифрин, Ниссон Абрамович
37. Щипицын, Александр Васильевич
38. Эллонен, Виктор Вильгельмович